# Brännkyrka brandstation

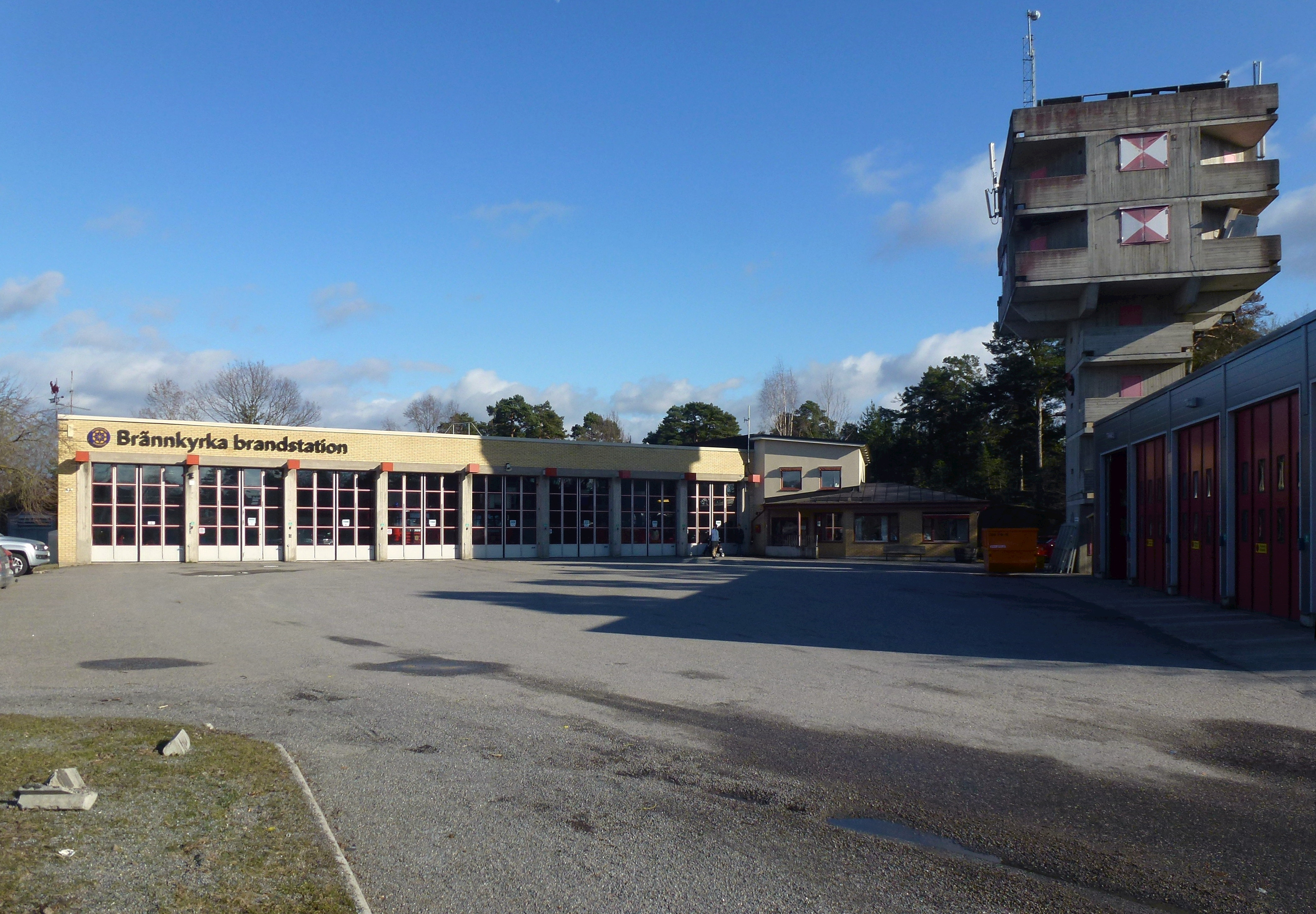
Brännkyrka brandstation, mars 2015.

Brännkyrka brandstation är en brandstation för Storstockholms brandförsvar som ligger vid Mickelsbergsvägen 1 i stadsdelen Långbro i   södra Stockholm. Anläggningen togs i bruk i april 1980 och ritades av arkitekt Hans Borgström. Stationens karakteristiska övningstorn i betong är ett välkänt inslag i omgivningens stadsbild. Anläggningen har stora likheter med Kista brandstation, som också ritades av Borgström och byggdes ungefär samtidigt med Brännkyrka brandstation. 

## Byggnad
Innan Brännkyrka brandstation kom på plats fanns en provisorisk station i Skärholmen som togs i bruk i januari 1972 och revs i juli 1980.
Stadsplanen för kvarteret Dräkten i Långbro vann laga kraft i augusti 1977. Då avsattes ett cirka 7 100 kvadratmeter stort område för en brandstation som skulle betjäna Brännkyrka- och Skärholmenområdena. År 1978  började Brännkyrka brandstation byggas vid korsningen Mickelsbergsvägen / Älvsjövägen. Byggherre var Svenska Bostäder och arkitekt Hans Borgström. Han ritade en byggnad i gult fasadtegel som innehåller bland annat vagnhall med åtta portar, motionshall, omklädningsrum och 15 logementsrum. Mest i ögon fallande blev anläggningens drygt 17 meter höga övningstorn i sju plan med utkragande övre del och byggt i betong. Anläggningen togs i bruk i april 1980. År 2003 genomfördes en större om- och tillbyggnad av stationen och 2006 tillkom ett nytt containergarage för fem fordon.

## Verksamhet
Stationens vaktdistrikt sträcker sig från Skärholmen i söder mot Hägersten och Liljeholmen i norr, östra distriktsgränsen sträcker sig mot Farsta och i väster ingår de västra delarna av Årsta och Älvsjö med Huddingevägen som gräns. Inom området bor ungefär 130 000 personer. Stationen är bemannad med en brandmästare, en brandförman och fem brandmän.
Till fordonsparken hör två släck- och räddningsbilar, två lastväxlare och en stegbil. Brännkyrka brandstation har chaufförer till SMC-utrustning (Storskalig släckutrustning för cisternbrandsläckning, som är placerad på Loudden). De kan att skickas inom och utom landet vid begäran om hjälp.

## Bilder

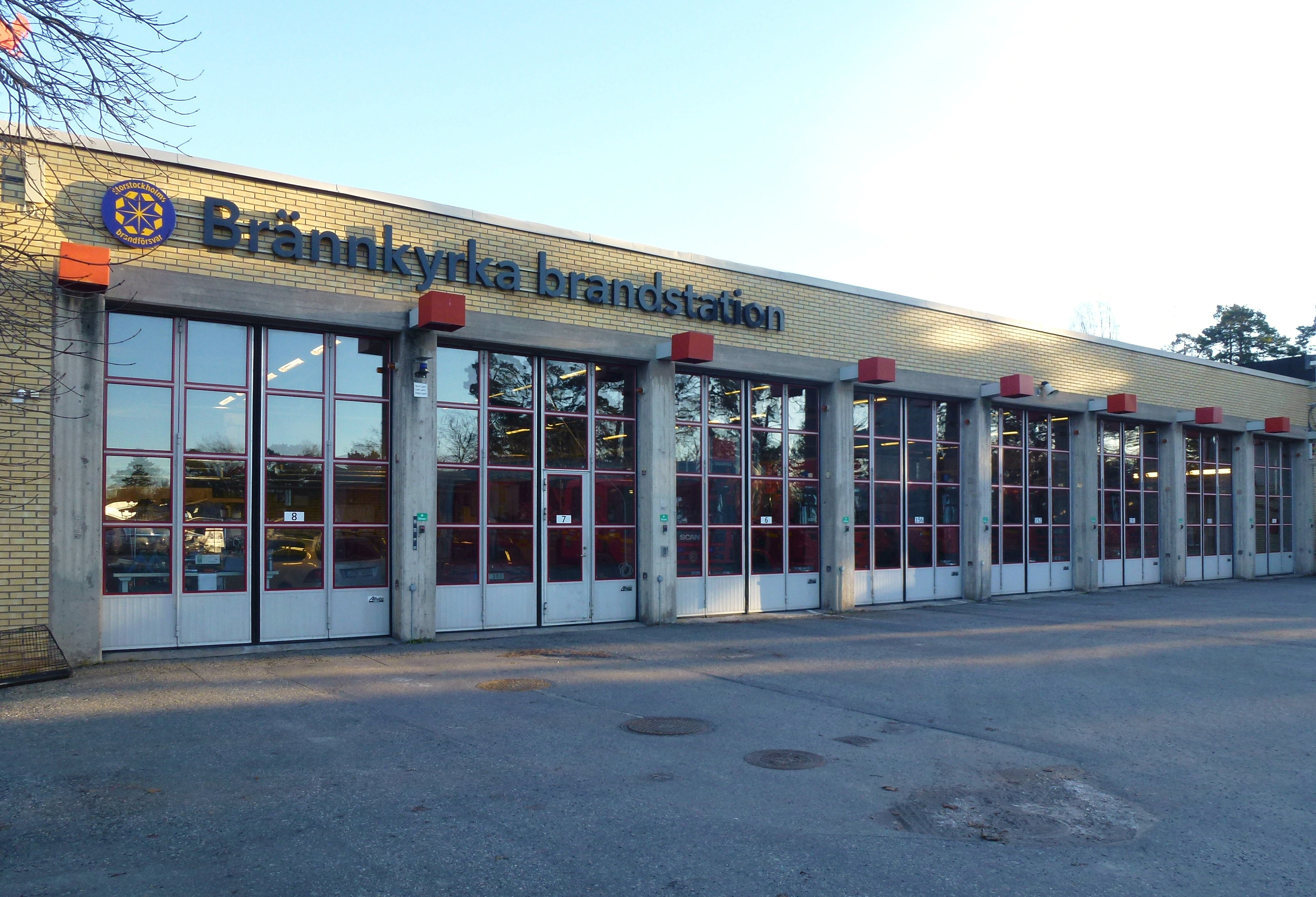
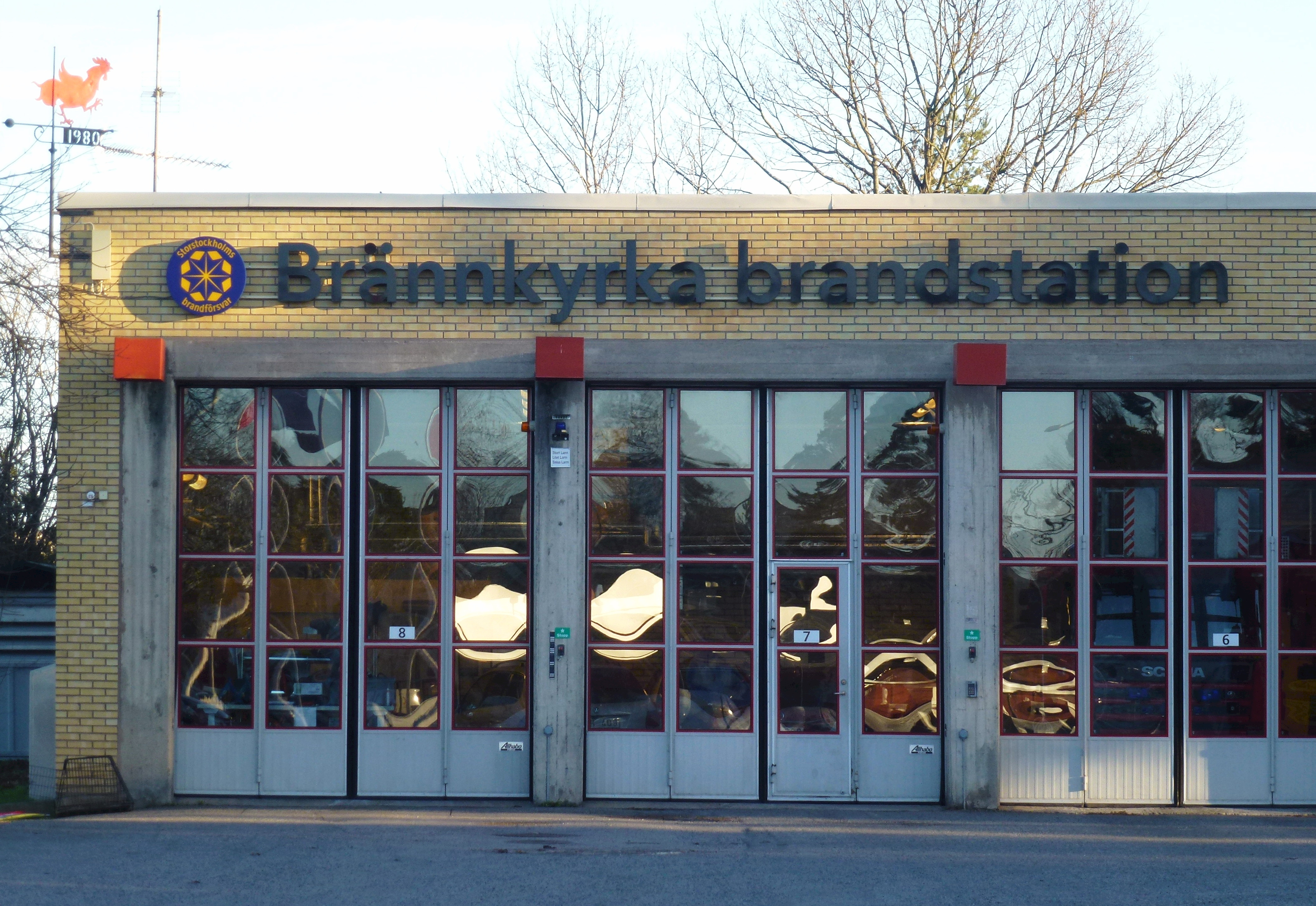
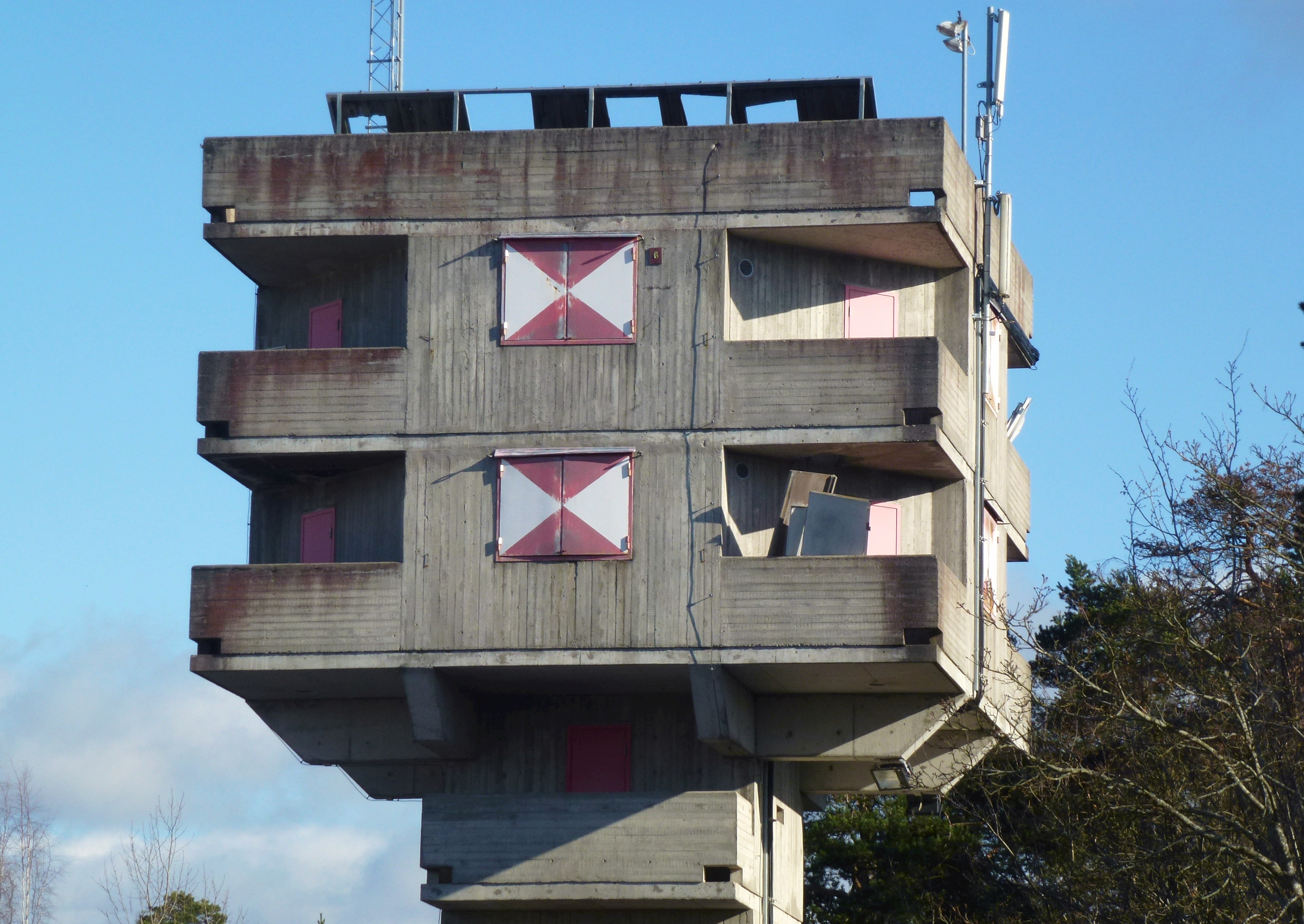
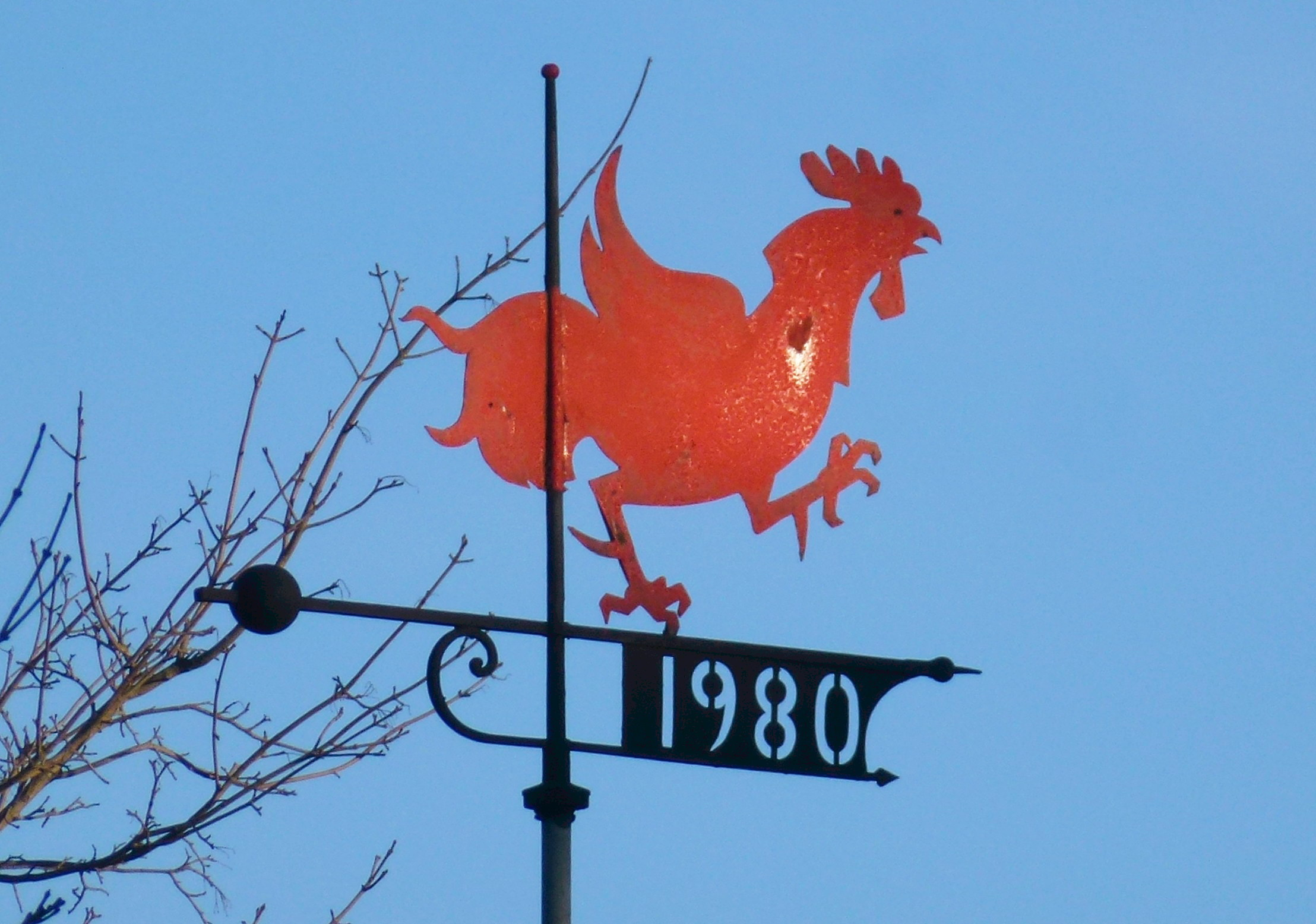